# Harastá
Harastá (arabsky : Ḥarastā) je město a severovýchodní předměstí Damašku, v guvernorátu Damašek ve státu Sýrie. Harastá leží v nadmořské výšce 702 metrů. V roce 2007 mělo 34 184 obyvatel, což z něj činí 43. nejpočetnější město Sýrie.

## Občanská válka
Během občanské války se stalo jedním z prvních povstaleckých měst v Sýrii. Před válkou bylo Harasta sídlem 104. a 105. pluku republikánské gardy a na předměstích mělo vysokou populaci Alavitů, i když v roce 2011 bylo místem několika protivládních protestů. Na začátku roku 2012 bylo Harasta pod kontrolou rebelů. V březnu 2012 a znovu 21. října syrská armáda poslala do města těžké tanky a raketové barikády poté, co povstalci obsadili dvě armádní kontrolní stanoviště na okraji města. Dne 26. října 2012 bylo město ostřelováno dělostřelectvem a zabilo nejméně 10 lidí. V srpnu 2013 bylo hlášeno, že je pod kontrolou rebelů s vládními zálohami na klíčových bodech ve městě.  
23. března 2018 syrská armáda plně Harastu osadila.